# Juan Bautista Alberdi megye
Juan Bautista Alberdi egy megye Argentína északnyugati részén, Tucumán tartományban. Székhelye Juan Bautista Alberdi, névadója Juan Bautista Alberdi jogász, politikus, diplomata, író és zenész.

## Népesség
A megye népessége a közelmúltban a következőképpen változott:
| Év   | Lakosság |
| ---- | -------- |
| 2001 | 28 161   |
| 2010 | 30 237   |